# Сімона Табаско
Сімона Табаско (народилася 5 квітня 1994) — італійська актриса.

## Юність
Сімона Табаско народилася в Неаполі 5 квітня 1994 року. С. Табаско — донька рекламного графічного дизайнера та офісного працівника. Вона має брата-близнюка на ім'я Марко.

## Кар'єра
У 2013 році, після зйомок двох короткометражних фільмів на кінофестивалі в Джіффоні, С. Табаско запросили взяти участь у другому сезоні італійського підліткового драматичного серіалу " Fuoriclasse ". Серіал почали транслювати на Rai 1 у березні 2014 року, у ньому С. Табаско зіграла роль мусульманської дівчини Аїди Мерліссі. Зйомки для Fuoriclasse перервали її навчання в Centro Sperimentale di Cinematografia в Римі, що зрештою призвело до її виключення через неодноразові пропуски.
У 2014 році відбувся її кінодебют у фільмі Едоардо Де Анджеліса «Перес.», який отримав схвалення критиків. За роль Теа, доньки головного героя Деметріо (роль якої зіграв Лука Зінгаретті), С.Табаско нагородили премією Гульєльмо Бірагі на церемонії вручення премії Nastro d'Argento 2015.
З 2020 року С.Табаско знімається в італійській медичній драмі Doc — Nelle tue mani, де грає Елізу Руссо, ординатора внутрішньої медицини.
У 2022 році С.Табаско дебютувала в Голлівуді у другому сезоні антологічного серіалу HBO "Білий лотос ". Її роль Люсії, секс-працівниці на Сицилії отримала похвалу. Брайан Лоурі з CNN написав, що це «схоже на проривну роль». Журнал Nylon назвав її акторську гру «кров'ю життя» шоу, написавши: «Енергія Люсії така заразлива, завдяки шаленій, невимушеній грі С.Табаско».

## Фільмографія

### Кіно
| Рік      | Назва       | Роль      | Примітки |
| -------- | ----------- | --------- | -------- |
| 2014 рік | Перес.      | Теа Перес |          |
| 2016 рік | Я няня      | Соня      |          |
| 2018 рік | Боб і Меріс | Урсула    |          |
| 2020 рік | Краватки    | Фатторіна |          |

### Телебачення
| Рік            | Назва                      | Роль           | Примітки                 |
| -------------- | -------------------------- | -------------- | ------------------------ |
| 2014–2015 роки | Fuoriclasse                | Аїда Мерліссі  | 16 серій                 |
| 2015–2018 роки | È arrivata la felicità     | Нунція         | 48 серій                 |
| 2017–2021 роки | I bastardi di Pizzofalcone | Алекс Ді Нардо | 18 серій                 |
| 2019 рік       | 1994                       | Габріелла      | Епізод: 3 сезон, 8 серія |
| 2020–тепер     | Doc — Nelle tue mani       | Еліза Руссо    | 32 епізоди               |
| 2021 рік       | Луна-парк                  | Нора           | 6 серій                  |
| 2022 рік       | Білий Лотос                | Люсія          | 7 епізодів               |

### Музичні кліпи
| Рік      | Назва                   | Художник           | Примітки |
| -------- | ----------------------- | ------------------ | -------- |
| 2019 рік | «Rose viola»            | Гемон              |          |
| 2019 рік | «Scusate se non piango» | Даніеле Сільвестрі |          |
| 2019 рік | «Vento del Sud»         | Тіроманчіно        |          |

## Нагороди та номінації
| Рік      | Нагорода                                    | Категорія                           | Кіно   | Результат | Прим.  |
| -------- | ------------------------------------------- | ----------------------------------- | ------ | --------- | ------ |
| 2014 рік | Galà del Cinema e della Fiction in Campania | Найкраща актриса кіно               | Perez. | Перемога  | [ 15 ] |
| 2015 рік | Срібна стрічка                              | Премія Гульєльмо Бірагі             | Perez. | Перемога  | [ 6 ]  |
| 2015 рік | Срібна стрічка                              | Премія Wella за уявлення            | Perez. | Перемога  | [ 6 ]  |
| 2015 рік | Венеціанський кінофестиваль                 | Премія L'Oréal Paris для кінотеатру | Н/Д    | Номінація | [ 16 ] |